# Liste des présentateurs du Journal de 13 heures de TF1
Cet article dresse la liste des présentateurs du Journal de 13 heures de TF1, chaîne de télévision française.
Cette édition est présentée du lundi au vendredi par Marie-Sophie Lacarrau depuis le 4 janvier 2021 et du samedi au dimanche par Anne-Claire Coudray depuis le 19 septembre 2015.

## En semaine (lundi au vendredi)
- 6 janvier 1975 à 1981 : Yves Mourousi[1]
- 1981 au 13 février 1988 : Yves Mourousi et Marie-Laure Augry[2],[3]
- 22 février 1988 au 18 décembre 2020 : Jean-Pierre Pernaut[4]
- Depuis le 4 janvier 2021 : Marie-Sophie Lacarrau[5]

## En fin de semaine (samedi et dimanche)
- 1975 à 1984 : Jean-Claude Bourret
- 1984 à 1985 : Claude Sérillon
- 1986 à 1987 : Marie-France Cubadda
- 1987 à 1990 : Bruno Masure
- 1990 à 1991 : Ladislas de Hoyos
- 1991 à 2015 : Claire Chazal[6]
- Depuis le 19 septembre 2015 : Anne-Claire Coudray[7]

## Remplaçants

### En semaine (lundi au vendredi)
- étés 1977 et 1978 : Jean-Pierre Pernaut
- 1990 à 1994 : Jean-Claude Narcy
- 1994 à 1998 : Thomas Hugues[8]
- Du 19 juillet 1999 au 9 mai 2025  : Jacques Legros[9]
- 10 décembre 2010, 21 février 2022 au 25 février 2022 et 28 mars 2022 au 13 mai 2022 : Julien Arnaud[10],[11],[12]
- 18 décembre 2020 : Anne-Claire Coudray et Gilles Bouleau (édition spéciale Le 13H de Jean-Pierre pour le départ de Jean-Pierre Pernaut)
- Depuis le 14 Juillet 2025 : Isabelle Ithurburu

### En fin de semaine (samedi et dimanche)
- 1993 à 1994 : Jean-Claude Narcy
- 1995 à 1997 : Béatrice Schönberg
- été 1998 : Catherine Nayl
- 1998 à 2002 : Thomas Hugues[8]
- 2002 à 2006 : Laurence Ferrari
- été 2006, juillet 2008 à juin 2012, décembre 2021 : Julien Arnaud[13],[14]
- 2006 à 2008 : Anne-Sophie Lapix[15]
- juillet 2012 à juin 2015 : Anne-Claire Coudray[16]
- Depuis le 17 juillet 2015 : Audrey Crespo-Mara[17],[18]
- 14 juillet 2018 et 14 juillet 2019 : Jacques Legros
- 19 et 20 juillet 2025 : Amélie Carrouër[19]